# Sumka trubičkovitá
Sumka trubičkovitá (Ciona intestinalis) je druh pláštěnce.

## Popis
Sumka trubičkovitá představuje solitérně žijícího zástupce sumek, ačkoli často vyrůstá ve shlucích. Její vakovité tělo měří na délku asi 15 cm, velmi výrazné jsou sifony. Tělo je bezbarvé až průsvitné, s osmi, respektive šesti červenými pigmentovými skvrnami, které se objevují na ústí přijímacího, respektive vyvrhovacího sifonu.
Hojnost; malý kompaktní genom; existence planktonní larvy s pouze asi 2 600 buňkami, které podléhají mozaikovému (determinačnímu) vývoji; i postavení pláštěnců jako sesterské skupiny obratlovců dělají ze sumky trubičkovité modelový organismus současné biologie, cíl genetických, embryologických a dalších studií. U tohoto druhu byl mj. zaznamenán rozpad shluků Hox genů, které se u živočichů podílejí na regulaci vývoje předozadní osy těla a typicky se lokalizují v úzkých shlucích na jediném chromozomu. U sumky trubičkovité existuje pouze devět genů Hox, z nichž se sedm lokalizuje na jednom a dva na jiném chromozomu.

## Ekologie a chování
Sumka trubičkovitá je takřka kosmopolitní druh zaznamenaný podél pobřeží celého světa, od Kalifornie přes Nový Zéland a Japonsko až po jižní Afriku. Zvláště hojně žije podél severní Evropy. Snadno se dostává do jiných regionů například na povrchu lodí anebo s balastní vodou, takže původní areál výskytu zůstává nejistý. Situaci komplikuje také možná existence druhových komplexů: např. mezi populacemi z Pacifiku, Středozemního moře, severního Atlantiku a jižní Afriky (typ A) a populacemi ze zbylého pobřeží Atlantiku v Evropě a Severní Americe (typ B) totiž zřejmě existují alespoň částečné reprodukční bariéry.
Hned několik vlastností dělá ze sumky trubičkovité jeden z nejúspěšnějších invazních druhů v mořských ekosystémech: schopnost šířit se s lodní dopravou, vysoká reprodukční rychlost, tolerance pro široký rozsah salinity a teploty mořské vody (−1 až 30 °C). V invadovaných lokalitách tyto sumky porůstají substrát ve velkých hustotách (na jihozápadním pobřeží Islandu jejich agregace dosahovaly hustoty až 876 jedinců/m2) a vytlačují místní původní druhy. Působí také ekonomické škody v akvakulturách, zejména slávek a ústřic. Jejich tendence usazovat se na dnech lodí také zvyšuje váhu a odpor takových plavidel. Na druhou stranu široké rozšíření sumek umožňuje jejich sběr pro výzkumné účely.
Sumka trubičkovitá se může rozmnožovat během celého roku, pohlavní buňky vypouští do vodního sloupce v závislosti na cyklu světlo-tma. Podobně jako ostatní sumky, i sumka trubičkovitá je hermafrodit, pohlavní buňky jednoho jedince však nemusí být vzájemně kompatibilní (což brání samooplození). Délka dožití činí až 6 měsíců, v zajetí i rok a půl.